# Liste des idéologies politiques
La liste suivante est alphabétique. Pour plus de lisibilité, les idéologies trouvées sur la scène politique ont été divisées en un certain nombre de courants. Il n'existe cependant aucun classement des idéologies qui soit consensuel, universel ou définitif.
Le fait que plusieurs idéologies soient placées dans la même catégorie n'implique pas nécessairement un ordre hiérarchique, ou bien que l'une de ces idéologies s'est développée à partir de l'autre. Cela indique seulement qu'elles sont reliées, que ce soit idéologiquement ou historiquement. Une idéologie peut appartenir à plusieurs groupes et il y a parfois un chevauchement considérable entre différentes idéologies. Leur sens peut également varier dans l'espace et le temps, et les partis peuvent se réclamer d'une combinaison d'idéologies.

## Concept d'idéologie politique
En études sociales, une idéologie politique est un système prédéfini d'idées politiques et éthiques.
Celles-ci consistent en un ensemble d'idées, de principes, de doctrines, de mythes ou de symboles qui forme une vision descriptive du monde et de la société. Les idéologies comportent également une dimension prescriptive, un avis sur la société la plus désirable, qui se traduit par un désir de changer le monde ou de le justifier,. Enfin, les idéologies se divisent également sur la méthode et les stratégies politiques à utiliser pour cela.
La plupart des idéologies ont un avis sur la meilleure forme de gouvernement (par exemple, la démocratie ou l'autocratie) et le meilleur système économique (par exemple, le capitalisme ou le socialisme). Parfois, le même mot est utilisé pour identifier à la fois une idéologie et l'une de ses idées principales. Par exemple, le « socialisme » peut se référer à un système économique, ou il peut se référer à une idéologie qui soutient ce système économique. Les idéologies contiennent également de nombreuses interprétations et courants différents en leur sein. Toutes ces difficultés ont conduit certains chercheurs à appeler l'idéologie « le concept le plus insaisissable dans l'ensemble des sciences sociales », même si de nombreux autres travaux ont également mis en lumière l'importance du concept d'un point de vue psychologique,.
Les idéologies ont tendance à être identifiées par leur position sur le clivage gauche-droite, ou sur toute autre forme d'échiquier politique, bien que ce positionnement soit parfois peu clair. La pertinence même du clivage est parfois remise en question par certaines idéologies. Le contenu des idéologies politiques et leur position sur le clivage peuvent varier au cours du temps.
Certains partis politiques suivent une certaine idéologie de manière très rigoureuse, tandis que d'autres peuvent se concentrer sur plusieurs d'entre-elles, ou même être attrape-tout.
Des idéologies ou des partis politiques peuvent être construits autour d'un problème politique unique (tel que l'opposition à l'intégration Européenne, la protection des animaux ou la légalisation de la marijuana).

## Anarchisme

### Socialisme libertaire
- Anarchisme insurrectionnaliste
- Anarcho-collectivisme
- Anarcho-communisme
- Anarcho-syndicalisme
- Autonomisme
- Communalisme
  - Confédéralisme démocratique
  - Municipalisme libertaire
- Marxisme libertaire
- Mutuellisme
- Plateformisme
  - Makhnovisme
- Synthétisme

### Écologie libertaire
- Anarcho-naturisme (en)
- Anarcho-primitivisme
- Municipalisme libertaire
- Technocritique
- Veganarchisme

### Anarchisme et anti-discriminations
- Anarcha-féminisme
- Anarchisme noir
- Anarchisme postcolonial (en)
- Anarchisme queer
- Amour libre

### Anarcho-capitalisme
- Agorisme
- Anarchisme de marché (branche du libertarianisme de gauche)
- Volontarisme

### Variantes régionales
- Anarchisme espérantiste
- Anarcho-indépendantisme
- Confédéralisme démocratique
- Makhnovisme
- Néozapatisme

### Variantes religieuses(en)
- Anarchisme anticlérical
- Anarchisme bouddhique
- Anarchisme chrétien
- Mouvement tolstoïen
- Sionisme libertaire

### Autres
- Anarchisme de droite
- Anarchisme existentialiste (pl)
- Anarchisme individualiste
- Anarchisme non violent
- Anarchisme sans adjectif
- Anarcho-punk
- Antifascisme
- Antimilitarisme
- Crypto-anarchisme
- Illégalisme
- Libertaire
- National-anarchisme
- Possibilisme libertaire
- Postanarchisme

## Autoritarisme

### Autoritarisme traditionnel

#### Monarchisme
- Absolutisme
- Despotisme légal
- Despotisme
- Légitimisme
- Royalisme
- Ultraroyalisme

#### National-catholicisme[5]
- Estado Novo
- Franquisme
- Nationalisme intégral
- Révolution nationale

#### Militarisme
- Caudillisme
- Militarisme japonais

#### Autres
- Despotisme éclairé
- Khomeinisme
- Joséphisme

### Autoritarisme populaire

#### Fascismeetnazisme
Voir la partie sur le fascisme et le nazisme

#### Autres
- Bonapartisme

- Caciquisme
- Césarisme
- Erdoganisme
- Kémalisme
- Gaullisme
- Gaullisme de gauche
- Mobutisme
- National-populisme
- Populisme
- Populisme de droite
- Poutinisme

### Socialisme autoritaire
- Baasisme
- Juché
- Marxisme-Léninisme
- Marxisme-Léninisme-Maoïsme
- Maoïsme
  - Mao-spontex
- Nasserisme
- Nationalisme révolutionnaire
- Populisme de gauche
- Sandinisme
- Stalinisme
- Titisme

### Autres
- Centralisme
- Pinochetisme
- Totalitarisme

## Conservatisme et Traditionalisme

### Général
- Absolutisme
- Anticommunisme
- Antimaçonnisme

- Bioconservatisme
- Catholicisme traditionaliste
- Conservatisme noir
- Conservatisme civique (en)
- Conservatisme compassionnel
- Conservatisme culturel (en)
- Conservatisme écologique
- Conservatisme fiscal
- Conservatisme LGBT
- Conservatisme one-nation
- Conservatisme paternaliste
- Conservatisme social
- Conservatisme sociétal
- Conservatisme traditionaliste
- Contre-révolution
- Déclinisme
- Féodalisme
- Intégrisme
- Irredentisme
- Jacobitisme
- Libéral-conservatisme
- Libertarianisme conservateur
- Misonéisme
- Monarchisme
- National-conservatisme
- Néo-conservatisme
- Néo-féodalisme
- Paléo-conservatisme
- Passéisme
- Patriotisme
  - Chauvinisme
- Revanchisme
- Royalisme
- Théo-conservatisme (en)

### Conservatisme français
- Bonapartisme
- Chiraquisme
- Gaullisme
- Légitimisme
- Lepenisme
- Maurrassisme
- Néoréaction
- Nouvelle-Droite
- Pompidolisme
- Orléanisme
- Réaction
- Sarkozysme
- Ultraroyalisme

### Variantes régionales

#### Europe
- Conservatisme en Allemagne
- Conservatisme en Espagne
  - Carlisme
  - Traditionalisme
- Conservatisme en Russie
  - Poutinisme

#### Moyen-Orient /Inde
- Conservatisme au Pakistan (en)
- Conservatisme en Turquie
  - Erdoganisme

#### Asie/Pacifique
- Conservatisme en Australie

#### Amériques
- Conservatisme au Brésil
- Conservatisme au Canada
- Conservatisme aux États-Unis
  - Reaganisme
  - Trumpisme
- Conservatisme en Colombie
- Conservatisme en Amérique du Nord

## Écologisme/Ecologisme

### Environnementalisme vert vif[6]
- Développement durable
- Écomodernisme
- Économie circulaire
- Mouvement pro-nucléaire
- Social-écologie

### Environnementalisme vert clair[6]
- Éco-capitalisme
- Écologisme de libre marché (en)
- Georgisme
- Géolibertarianisme
- Libéralisme vert
- Technosolutionnisme

### Environnementalisme vert foncé[6]
- Anarcho-primitivisme
- Altermondialisme
- Collapsologie
  - Survivalisme
- Confédéralisme démocratique
- Écologie décoloniale
- Écologie libertaire
- Écologie profonde
- Écologie sociale
- Écosocialisme
- Municipalisme libertaire
- Municipalisme vert (en)
- Naturianisme

### Antiproductivisme
- Anarcho-primitivisme
- Anticonsumérisme
- Antimondialisme
- Décroissance
- Mouvement anti-OGM
- Mouvement antinucléaire
- Mouvement CarFree
- Néo-luddisme

### Conservatisme écologique
- Agrarisme
- Écofascisme
- Écologie intégrale
- Écothéologie
- Malthusianisme
- Mouvement de conservation de la nature
- Réaction

### Animalisme
- Abolitionnisme
- Antispécisme
- Biocentrisme
- Sentientisme
- Véganarchisme
- Véganisme
- Végétalisme
- Végétarisme
- Welfarisme

### Autres
- Biorégionalisme
- Écocentrisme
- Écoféminisme
- Écologie queer
- Éco-nationalisme
- Écoterrorisme
- Hypothèse Gaïa
- Lebensreform
- Localisme
- Ruralisme
- Vitalisme
- Zadisme

## Fascismeetnazisme

### Néofascismes
- Alt-right
- Crypto-fascisme
- Ethno-différentialisme
- Mouvance identitaire
- Néonazisme
- Post-fascisme
- Skinhead néonazi

### Variantes régionales
- Austrofascisme
- Fascisme britannique
- Fascisme espagnol
- Fascisme italien
- Fascisme japonais
- Hungarisme
- Ilminisme
- Intégralisme brésilien
- Légionarisme
- Maximalisme révisionniste
- Metaxisme
- National-socialisme autrichien
- National-syndicalisme (espagne)
- Nazisme
- Oustachisme
- Phalangisme
- Rexisme
- Strasserisme

### Fascisme religieux
- Ariosophie
- Christofascisme
- Fascisme clérical
- Mysticisme fasciste
- Islamofascisme

### Autres
- Darwinisme social
- Écofascisme
- Fascisme de gauche
- National-anarchisme
- National-bolchevisme
- National-communisme
- National-populisme
- National-radicalisme
- National-syndicalisme
- Nationalisme racial
- Nationalisme révolutionnaire
- Négationnisme
- Nouvelle Droite
- Proto-fascisme
- Syndicalisme fasciste

## Humanisme

### Utilitarisme
- Altruisme efficace
- Eugénisme
- Long-termisme
- Utilitarisme négatif

### Transhumanisme
- Postgenrisme
- Post-humanisme
- Singularitarisme
- Techno-progressisme

### Autres
- Anthropocentrisme
- Droit de l'hommisme
- Érasmisme
- Europhilie ou européisme
- Existentialisme
- Franc-maçonnerie
- Humanisme chrétien
- Humanisme de la Renaissance
- Humanitarisme
- Irénisme
- Laïcisme
- Non-violence
  - Pacifisme
- Positivisme
- Philanthropie
- Philosophie des Lumières

- Progressisme
  - Égalitarisme
  - Techno-Progressisme

- Rationalisme
- Scolastique
- Universalisme
- Universisme

## Idéologies liées à unediscrimination

### Féminisme
- Anarcha-féminisme
- Cyberféminisme
- Écoféminisme
- Féminisme athée
- Féminisme blanc
- Féminisme chrétien
- Féminisme culturel (en)
- Féminisme de la deuxième vague
- Féminisme de la première vague
- Féminisme de la quatrième vague
- Féminisme de la troisième vague
- Féminisme noir
- Féminisme individualiste (en)
- Féminisme juif
- Féminisme lesbien
- Féminisme libéral
- Féminisme marxiste
- Féminisme matérialiste
- Féminisme mormon (en)
- Féminisme musulman
- Féminisme postmoderne
- Féminisme radical
- Féminisme séparatiste (en)
- Féminisme socialiste
- Gynocentrisme
- Théologie féministe
- Transféminisme
- Womanism
- Womanism africain

### Masculinisme
- Androcentrisme
- Antiféminisme
- Sexisme

### Mouvements LGBT
- Anarchisme queer
- Capitalisme rose
- Conservatisme LGBT
- Hétérosexisme
- Homonationalisme
- Lesbianisme politique
- Matérialisme trans
- Nationalisme queer
- Mouvement queer
- Postgenrisme
- Premier mouvement homosexuel
- Transféminisme

### Racismeetantiracisme

#### Général
- Colorisme
- Colonialisme
- Ethnisme
- Ethnocentrisme
- Ethno-différentialisme
- Ethno-nationalisme
- Eugénisme
- Nativisme
- Racialisme
- Suprémacisme

#### Noir
- Abolitionnisme
- Anarchisme noir
- Antiesclavagisme
- Afrocentrisme
- Capitalisme noir (en)
- Féminisme noir
- Nationalisme noir
- Panafricanisme
- Racisme anti-noir
- Séparatisme noir
- Suprémacisme noir
- Womanism africain

#### Blanc
- Nationalisme blanc
  - Nationalisme européen
- Nazisme
- Néonazisme
- Séparatisme blanc
- Suprémacisme blanc

#### Autres
- Antiesclavagisme
- Antisémitisme
- Antislavisme
- Antitziganisme
- Racisme anti-asiatique

### Xénophobieet antixénophobie
Voir la partie sur la xénophobie

### Idéologies liées auvalidisme
- Antipsychiatrisme
- Audisme
- Eugénisme
- Mouvement pour les droits des personnes autistes
- Mouvements pour les droits du handicap
- Sanisme

### Idéologies liées à l'âge
- Adultisme
- Âgisme
- Mouvement pour les droits de l'enfant
- Jeunisme

### Autres
- Antiélitisme
- Anthropocentrisme
- Intersectionnalisme
- Multiculturalisme

## Libéralisme

### Précurseurs
- Contractualisme
- École de Salamanque
- Individualisme
- Utilitarisme

### Libéralisme classique
- Capitalisme
- École classique
- Georgisme
- Humanisme
- Libéralisme économique
- Libéralisme politique
- Libre-échangisme
- Lumières
- Physiocratie
- Positivisme

### Libéral-Conservatisme
- National-libéralisme
- Ordolibéralisme
- Orléanisme
- Pinochetisme
- Reaganisme
- Thatcherisme

### Social-libéralisme
- Keynésianisme
- Libéralisme économique (version social-libérale)
- Libéralisme égalitaire
- Libéralisme vert
- Réformisme
- Santandérisme
- Social-démocratie
- Socialisme libéral
- Troisième Voie

### Libertarianisme

#### Libertarianisme de droite
- Agorisme
- Autarchisme
- Anarcho-capitalisme
- Écologisme de libre marché (en)
- Objectivisme
- Libertarianisme conservateur
- Minarchisme
- Paléo-libertarianisme
- Paternalisme libertarien (en)
- Volontarisme

#### Libertarianisme de gauche
- Géolibertarianisme
- Libertarianisme vert (en)
- Libertarianisme conséquentialiste (en)

#### Autres libertarianismes
- Égoïsme
- Panarchisme
- Républicanisme libertarien

### Autres
- Bonapartisme libéral
- Catholicisme libéral
- Corporatisme libéral
- École de Chicago
- Extrême centre
- Fédéralisme (opposé au centralisme)
- Fédéralisme européen
- Industrialisme
- Islam libéral
- Libéralisme culturel (en)
- Libéralisme démocratique
- Libéralisme intégré
- Libéralisme planifié
- Libéralisme laïc (en)
- Libéralisme musculaire (en)
- Libéralisme théologique
- Monétarisme
- Néolibéralisme
- Protestantisme libéral
- Technolibéralisme (en)
- Ultralibéralisme

## NationalismeetRégionalisme

### Impérialisme
- Colonialisme
- Expansionnisme
- Impérialisme culturel
- Impérialisme linguistique
- Interventionnisme militaire
- Irrédentisme
- Nationalisme expansionniste
- Social-impérialisme

### Isolationnisme
- Anti-impérialisme
- Non-interventionnisme
- Protectionnisme

### Indépendantisme
- Anticolonialisme
- Autonomisme
- Communautarisme
- Décolonialisme
- Séparatisme
- Souverainisme
  - Euroscepticisme

### Ethnocentrisme
- Afrocentrisme
- Américanocentrisme
- Chauvinisme
- Eurocentrisme
- Francocentrisme
- Patriotisme
- Protochronisme
- Sinocentrisme

### Xénophobie
- Anticatalanisme
- Antisémitisme
- Anti-japonisme
- Antislavisme
- Antitziganisme
- Anglophobie
- Assimilationnisme
- Glottophobie
- Hispanophobie
- Hutu Power
- Islamophobie
- Mishellénisme
- Russophobie
- Polonophobie
- Racisme
- Suprémacisme

### Fascismeetnazisme
Voir la partie sur le fascisme et le nazisme

### Autres
- Anationalisme
- Anti-indépendantisme
- Eco-nationalisme
- Ethno-nationalisme
- Homonationalisme
- Mouvance identitaire
- Nationalisme civique
- Nationalisme de gauche
- Nationalisme Golus (en)
- Nationalisme intégral
- Nationalisme queer
- Nationalisme révolutionnaire
- Nationalisme romantique
- National-syndicalisme
- Nativisme
- Néonationalisme
- Ultranationalisme

### Variantes religieuses
- Nationalisme cinghalais bouddhiste
- Nationalisme chrétien
- Djihadisme
- Nationalisme hindou
- Nationalisme musulman
- Sionisme
  - Néo-Sionisme
  - Sionisme Chrétien
  - Sionisme Religieux
  - Sionisme Révisionniste
  - Sionisme travailliste
  - Sionisme vert (en)

### Variantes régionales

#### Afrique
- Bourguibisme
- Nationalisme afrikaner
- Nationalisme arabe
  - Nassérisme
- Ulusalcilik
- Volkstaat

#### Régionalisme européen
- Nationalisme andalou
- Nationalisme aragonais
- Nationalisme asturien
- Nationalisme basque
- Nationalisme breton
- Nationalisme canarien
- Catalanisme
- Nationalisme corse
- Nationalisme féroïen
- Nationalisme flamand
- Nationalisme franc-comtois
- Nationalisme galicien
- Nationalisme niçois
- Occitanisme
- Nationalisme padan
- Nationalisme sarde
- Nationalisme savoyard
- Nationalisme sicilien
- Nationalisme sud-tyrolien
- Nationalisme thiois
- Nationalisme valdôtain
- Valencianisme
- Nationalisme vénitien
- Nationalisme wallon

#### Nationalisme européen
- Nationalisme allemand
- Nationalisme anglais
- Belgicanisme
- Nationalisme écossais
- Nationalisme espagnol
- Nationalisme français
  - Gaullisme
- Nationalisme gallois
- Nationalisme grec
- Nationalisme irlandais
  - Républicanisme irlandais
  - Unionisme en irlande
- Nationalisme italien
  - Irrédentisme italien
- Nationalisme néerlandais
- Pluricontinentalisme
- Impérialisme romain
- Nationalisme serbe

#### Moyen-Orient / Inde
- Nationalisme azerbaïdjanais
- Baasisme
- Nationalisme hindou
- Hindutva
- Kémalisme
- Nationalisme syrien
- Nationalisme tamoul
- Nationalisme turc

#### Asie / Pacifique
- Nationalisme de Bengali (en)
- Nationalisme chinois
- Nationalisme cinghalais bouddhiste (en)
- Nationalisme indonésien
- Nationalisme japonais
  - Impérialisme japonais
- Impérialisme russe

#### Amériques
- Nationalisme américain
  - Impérialisme américain
  - Nationalisme chicano
- Néo-Confédéré (en)
- Péronisme
- Nationalisme québécois

### Pan-nationalismes
- Eurasisme
- Grande patrie
  - Grande Chine
  - Grande Finlande
  - Grand Reich germanique
  - Grande Somalie
- Heel-néerlandisme
- Illyrisme
- Mouvement pan-thiois
- Nationalisme blanc
- Nationalisme européen
- Nationalisme noir
- Orangisme
- Panarabisme
- Panasianisme
- Pancelticisme
- Panafricanisme
- Panaméricanisme
- Pangermanisme
- Panhellénisme
- Panindianisme
- Paniranisme
- Panislamisme
- Pan-latinisme
- Panoccitanisme
- Panslavisme
- Panturquisme
- Rattachisme
- Scandinavisme
- Touranisme
- Touranisme hongrois

## Idéologiesreligieuses

### Bouddhisme
- Bouddhisme ancien
- Bouddhisme Theravada
- Bouddhisme mahayana
- Bouddhisme tibétain
- Bouddhisme tantrique
- Anarchisme bouddhiste
- Socialisme bouddhiste (en)

### Christianisme
- Césaropapisme
- Libertarianisme chrétien
- Anarchisme chrétien
- Communisme chrétien
- Féminisme chrétien
- Socialisme chrétien
- Reconstructionnisme chrétien
- Érasmisme
- Sionisme chrétien
- Christofascisme
- Fascisme clérical
- Fondamentalisme chrétien
- Distributionnisme
- Dominionisme
- Catholicisme politique
- Protestantisme libéral
- Christianisme orthodoxe
- Popularisme
- Ultramontanisme
- Démocratie chrétienne
- Panchristianisme
- Intégrisme

### Hindouisme
- Brahmanisme
- Vishnouisme
- Shivaïsme
- Shaktisme
- Tantrisme
- Nationalisme hindou

### Islam
- Anarchisme islamique (en)
- Démocratie islamique
- Socialisme islamique
- Fondamentalisme islamique
- Islamisme
- Islamo-fascisme
- Moncéfisme
- Mouvement Califat
- Panislamisme
- Chiisme
- Sunnisme
- Soufisme

### Judaïsme
- Sionisme religieux
- Judaïsme orthodoxe
- Judaïsme réformé
- Hassidisme
- Homaranisme
- Anarchisme juif (en)
- Féminisme juif

### Mormonisme
- Théodémocratie

### Sikhisme
- Khalistan

### Autres
- Anthroposophie

- Cléricalisme
- Fondamentalisme

## Républicanisme

### Sous laRévolution Française
- Enragés
- Fédéralisme
- Hébertisme
- Jacobinisme
- Modérantisme
- Robespierrisme

### Autres
- Anticléricalisme
- Civisme
- Contractualisme
- Fascisme républicain
- Humanisme
- Laïcisme
- Lumières
- Machiavelisme
- Néorépublicanisme
- Radicalisme
- Républicanisme modéré
- Républicanisme classique
- Républicanisme moderne
- Rousseauisme
- Universalisme

## Socialisme

### Avant le marxisme
- Babouvisme
- Blanquisme
- Chartisme
- Communisme pré-marxiste
- Fouriérisme
- Néo-babouvisme
- Owénisme
- Saint-simonisme
- Socialisme buchezien
- Socialisme humanitaire
- Socialisme utopique

### Marxisme

#### Marxisme-léninisme
- Bolchevisme
- Capitalisme d'État
- Marxisme-léninisme-maoïsme-chemin-de-Prachanda
- Hoxhaïsme
- Idéologie des Khmers rouges
- Khrouchtchevisme (en)
- Léninisme
- Lyssenkisme
- Maoïsme
  - Mao-spontex
- Marxisme-léninisme-maoïsme
- Néo-stalinisme
- Pensée de Xi Jinping
- Pensée Ho-Chi-Minh (en)
- Stalinisme

#### LéninismeAntistaliniste
- Bordiguisme
- Opposition de gauche
- Tendance Johnson-Forest
- Titisme
- Trotskisme
  - Entrisme
  - Lambertisme
  - Morenisme
  - Pablisme
  - Posadisme

#### Variantes régionales
- Austromarxisme
- Husakisme (en)
- Juche
- Marxisme occidental
- Opéraïsme
- Socialisme du goulash

#### Autres
- Collectivisme
- Communisme
- Communisme de conseils
- École de Budapest
- École de Francfort
- Féminisme matérialiste
- Foquisme
- Freudo-marxisme
- Guévarisme
- Humanisme-marxiste
- Impossibilisme
- Luxemburgisme
- Marxien
- Marxisme autogestionnaire
- Marxisme libertaire
- Matérialisme trans
- Néomarxisme
- Post-marxisme
- Révisionnisme (marxisme)
- Socialisme scientifique
- Spartakisme

### Libertaire
Voir la partie sur l'anarchisme

### Syndicalisme
- Anarcho-syndicalisme
- Corporatisme
- National-Syndicalisme
- Paritarisme
- Renardisme
- Syndicalisme chrétien
- Syndicalisme corporatiste
- Syndicalisme d'affaire
- Syndicalisme de lutte
- Syndicalisme de transformation sociale
- Syndicalisme d'industrie
- Syndicalisme fasciste
- Syndicalisme jaune
- Syndicalisme réformiste
- Syndicalisme révolutionnaire

### Réformisme

#### Réformismeanticapitaliste
- Broussisme
- Guesdisme
- Maximalisme
- Socialisme démocratique
- Socialisme évolutionnaire
- Solidarisme

#### Réformismesocial-démocrate
- Abondancisme
- Blairisme
- Distributionnisme
- Fabianisme
- Fédéralisme européen
- Néo-socialisme
- Planisme
- Social-fascisme
- Social-libéralisme
- Socialisme de marché
- Socialisme libéral
- Troisième voie

#### Autres
- Gradualisme
- Socialisme d'État
- Socialisme éthique

### Autres
- Altermondialisme
- Anticapitalisme
- Communisme mondial (en)
- Écologie sociale
- Écosocialisme
- Eurocommunisme
- Féminisme socialiste
- Humanisme
- Humanitarisme
- Internationalisme
- Interventionnisme
- Opéraïsme
- Mondialisme
- Nationalisme de gauche
- Pacifisme
- Situationnisme
- Social-impérialisme
- Socialisme autoritaire
- Socialisme de guilde
- Socialisme du XXIe siècle
- Spontanéisme
- Terrorisme révolutionnaire

### Variantes religieuses
- Catholique de gauche
- Socialisme bouddhiste (en)
- Socialisme chrétien
  - Communisme chrétien
  - Huttérisme
- Socialisme islamique
- Socialisme religieux
- Communisme religieux (en)

### Variantes régionales
- Bolivarisme
- Chavisme
- Gauche abertzale
- Nehruisme (en)
- Sankarisme
- Sionisme travailliste
- Socialisme africain
  - Baasisme
- Socialisme arabe
  - Baasisme
- Socialisme mélanésien
- Zapatisme
  - Magonisme
  - Néozapatisme

## Autres
- Abolitionnisme
- Anti-intellectualisme
  - Obscurantisme
- Apolitisme
- Confusionnisme
- Conspirationnisme
- Dogmatisme
- Étatisme
  - Unitarisme
- Extrêmisme
- Fanatisme
- Gauchisme
- Illégalisme
- Légalisme
- Nihilisme politique
- Populisme
- Régénérationnisme
- Syncrétisme idéologique
- Terrorisme